# 国道396号

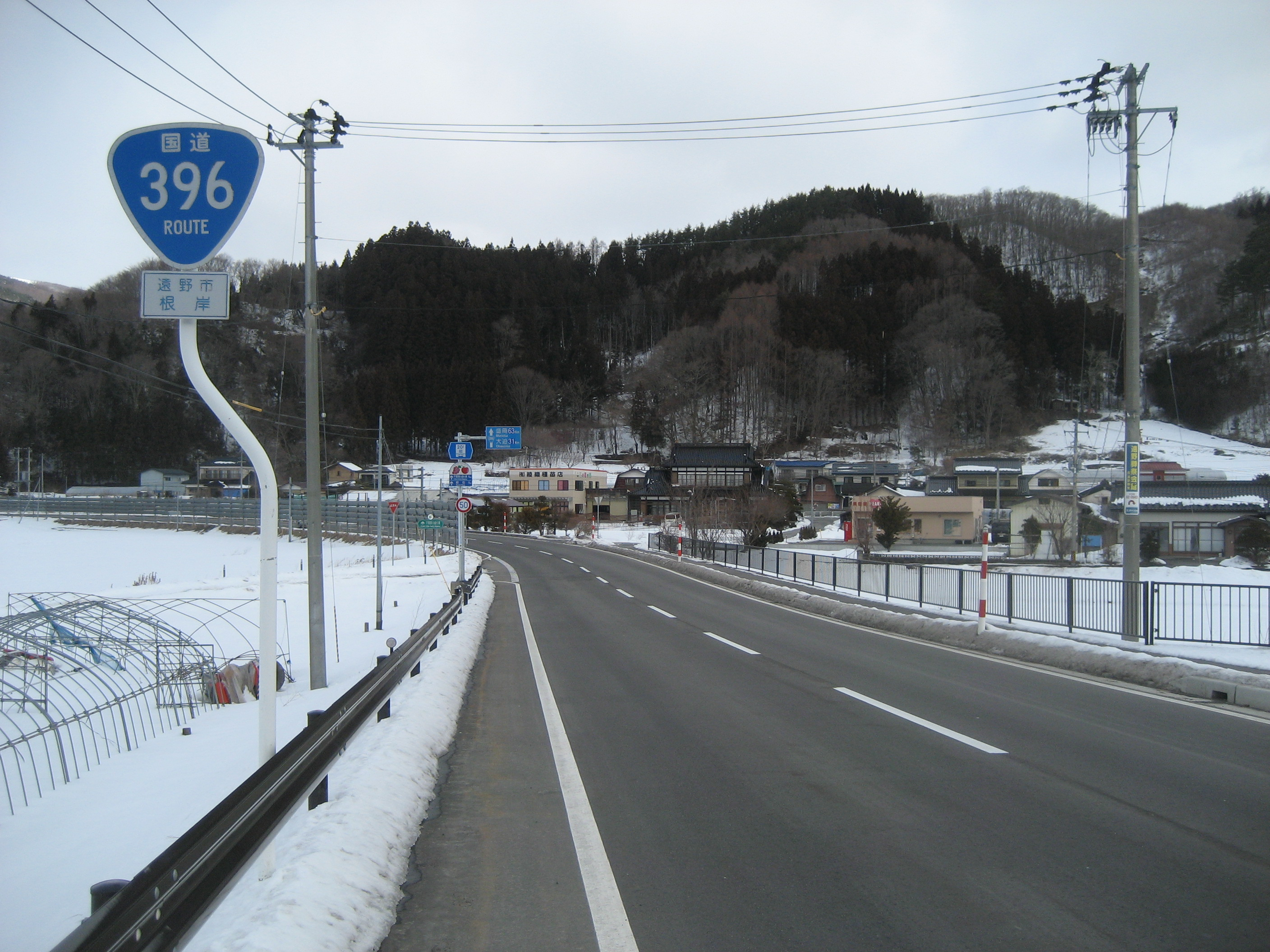
遠野市根岸付近

国道396号（こくどう396ごう）は、岩手県遠野市から盛岡市に至る一般国道である。別名、旧釜石街道。

## 概要

### 路線データ
一般国道の路線を指定する政令に基づく起終点および重要な経過地は次のとおり。
- 起点：遠野市（日影橋 = 国道283号交点）
- 終点：盛岡市（南大橋交差点 = 国道4号交点、国道456号起点）
- 重要な経過地：岩手県稗貫郡大迫町[注釈 2]、同県紫波郡紫波町
- 総延長 : 58.1 km[2][注釈 3]
- 重用延長 : なし[2][注釈 3]
- 未供用延長 : なし[2][注釈 3]
- 実延長 : 58.1 km[2][注釈 3]
  - 現道 : 57.9 km[2][注釈 3]
  - 旧道 : 0.2 km[2][注釈 3]
  - 新道 : なし[2][注釈 3]
- 指定区間：なし[3]

## 歴史

### 国道指定以前
遠野・大迫間
- 1954年（昭和29年）
  - 1月20日 - 県道日詰大迫線の一部、県道盛岡盛線の一部および県道花巻川口釜石港線の一部が、盛岡釜石線（岩手県盛岡市 - 岩手県釜石市）として建設省（現・国土交通省）から主要地方道の指定を受ける[4]。
  - 8月16日 - 岩手県より盛岡釜石線として県道に認定される[5]。

大迫・盛岡間
- 1959年（昭和34年）3月31日 - 岩手県より盛岡大迫線として県道に認定される[6]。

#### 区間統合
- 1971年（昭和46年）6月26日 - 県道盛岡釜石線の一部および県道盛岡大迫線が、盛岡遠野線として主要地方道の指定を受ける[7]。

### 国道指定後
- 1982年（昭和57年）4月1日 - 一般国道396号（岩手県遠野市 - 岩手県盛岡市）として指定[8]。
- 1984年（昭和59年） - 大迫バイパス開通[9]。
- 1995年（平成7年）- 小峠道路開通[9]。

## 路線状況

### バイパス
- 小峠バイパス（遠野市）
- 大迫バイパス（花巻市大迫町）
- 乙部バイパス（盛岡市）

### 重複区間
- 国道456号（紫波郡紫波町栃内和屋敷 - 盛岡市・南大橋交差点（終点））

### 道路施設

#### 道の駅
- 紫波（紫波郡紫波町）

## 地理

### 通過する自治体
- 岩手県
  - 遠野市 - 花巻市 - 紫波郡紫波町 - 盛岡市

### 交差する道路
- 国道283号（遠野市綾織町・日影橋交差点）
- 岩手県道238号遠野住田線（遠野市綾織町・日影橋交差点）
- 岩手県道161号達曽部下宮守線（遠野市宮守町下宮守）
- 岩手県道43号盛岡大迫東和線（花巻市大迫町大迫）
- 岩手県道102号石鳥谷大迫線（花巻市大迫町大迫）
- 岩手県道228号佐比内彦部線（紫波町佐比内字砥ヶ崎）
- 岩手県道25号紫波江繋線（紫波町・八掛交差点）
- 国道456号（紫波町栃内字和屋敷）
- 岩手県道208号大ケ生徳田線（盛岡市乙部28地割）
- 岩手県道208号大ケ生徳田線（盛岡市黒川22地割）
- 岩手県道36号上米内湯沢線（盛岡市手代森14地割）
- 岩手県道36号上米内湯沢線・宮古盛岡横断道路都南川目道路（盛岡市・都南大橋東交差点）
- 国道4号 盛岡バイパス（盛岡市・南大橋交差点）